# Tellus de Athener
Tellus is een inwoner van het oud-Griekse Athene die figureert in de Historiën van Herodotus. Solon van Athene noemt Tellus de gelukkigste man ooit. Het verhaal dat we aantreffen bij Herodotus (I 30.) gaat als volgt:

En aangekomen werd hij door Croesus gastvrij ontvangen in het paleis. Daarna, de derde of vierde dag, voerden op bevel van Croesus dienaren Solon in de schatkamer rond en toonden alles wat daar groot en heerlijk was. En toen hij ook alles had bezichtigd en onderzocht, zoals hij gelegenheid had, vroeg Croesus hem dit: "Gastvriend Athener, tot ons toch is een groot gerucht gekomen én over uw wijsheid én over uw tochten, dat ge uit weetgierigheid ter bezichtiging veel land hebt bezocht: nu dan is de begeerte bij mij opgekomen om u te vragen, of ge wel iemand van allen als de gelukkigste zag?" Hij vroeg dit nu menende zelf de gelukkigste van de mensen te zijn; Solon evenwel, geenszins vleiende, doch met de waarheid te rade gaande, zei: "O koning, Tellus, de Athener." In verbazing over dit woord vroeg Croesus haastig: "Waarom dan acht gij Tellus de gelukkigste?" En deze zei: "Tellus kreeg vooreerst, bij de bloei van zijn stad, brave en dappere kinderen, en uit hen allen zag hij kinderen geboren worden, en die allen in het leven blijven, en ten tweede viel hem, nadat hij in welvaart had geleefd, naar onze mening, het schitterendste eind van het leven ten deel; want toen de Atheners met hun naburen bij Eleusis in strijd waren geraakt, kwam hij te hulp, en hij dreef de vijanden op de vlucht en stierf op het schoonst, en hem begroeven de Atheners van staatswege, waar hij gevallen was, en eerden hem op grootse wijze." 